# Шантаріно
Шантаріно (рос. Шантарино) — селище у Троїцькому районі Челябінської області Російської Федерації.
Входить до складу муніципального утворення Шантаринское сільське поселення. Населення становить 473 особи (2010). Населений пункт розташований на землях українського культурного та етнічного краю Сірий Клин.

## Історія
Від 20 лютого 1924 року належить до Троїцького району Челябінської області.
Згідно із законом від 28 жовтня 2004 року органом місцевого самоврядування є Шантаринское сільське поселення.

## Населення
| 2002 | 2010 |
| ---- | ---- |
| 631  | ↘473 |